# Bebe jezik
Bebe jezik (yi be wu; ISO 639-3: bzv), jezik skupine beboid kojim govori 2 500 ljudi (2001 SIL) u kamerunskoj North West; sela Bebe-Jama i Bebe-Jatto.
Pripada istočnoj beboid podskupini. Govornici se služe i kamerunskim pidžinom [wes], kemezung [dmo], engleskim [eng] ili nsari [asj] jezikom.

## Vanjske poveznice
- Ethnologue (14th)
- Ethnologue (15th)